# Aliaxandr Lisouski
Aliaxandr Lisouski –en bielorruso, Аляксандр Лісоўскі– (13 de noviembre de 1985) es un deportista bielorruso que compitió en ciclismo en la modalidad de pista.
Ganó dos medallas en el Campeonato Mundial de Ciclismo en Pista de 2008, oro en la carrera de scratch y bronce en el ómnium.

## Medallero internacional
| Campeonato Mundial | Campeonato Mundial       | Campeonato Mundial | Campeonato Mundial |
| Año                | Lugar                    | Medalla            | Competición        |
| ------------------ | ------------------------ | ------------------ | ------------------ |
| 2008               | Mánchester (Reino Unido) | Medalla de oro     | Scratch            |
| 2008               | Mánchester (Reino Unido) | Medalla de bronce  | Ómnium             |